# Eldbjørg Løwer
Eldbjørg Løwer (født 14. juli 1943 i Ål) er en norsk politiker (V). Uddannet keramiker. Hun har været borgmester i Kongsberg (1984-88), samt næstleder i Venstre. Hun har også været direktør for Kongsberg Erhvervs- og handelskammer. Hun var arbejds- og administrationsminister fra 1997-99 og forsvarsminister mellem 1999 og 2000.
Hendes sekretær var Anne Orderud Paust, der blev myrdet i trippeldrabet på Orderud gård på Sørum. Løwer holdt tale ved sekretærens begravelse.